# Encyclopaedia Judaica
La Encyclopaedia Judaica è un'enciclopedia in 26 volumi pubblicata in lingua inglese su argomenti legati all'ebraismo come storia di un popolo, della sua lingua, cultura e fede. Comprende parti di esegesi della scrittura, e della tradizione giuridica.
Fino al 2010 è stata pubblicata in due edizioni principali, a parte qualche stampa con revisioni minori e in versione su CD-ROM.

## Storia
Il progetto nasce a Gerusalemme nel 1970 e la pubblicazione inizia l'anno successivo dalla Keter Publishing House in contemporanea con la Macmillan Company di New York. Agli iniziali 16 volumi (1971-72) viene aggiunto un volume l'anno fino al 1994, con l'aggiunta di un volume di aggiornamenti 1973-82 e uno 1983-92.
La direzione editoriale è stata di Cecil Roth e in seguito di Geoffrey Wigoder, i collaboratori per le voci oltre 2.200.
Una versione più corta, ridotta in 11 volumi e 3 supplementi fu pubblicata dal 1976 al 2005 in lingua russa.
Con lo stesso nome di Encyclopaedia Judaica esiste anche un'enciclopedia in tedesco pubblicata a Berlino dal 1928 al 1934 dalla Eshkol Publishing Society di Nahum Goldmann e mai portata a termine. La direzione editoriale era di Jakob Klatzkin e Ismar Elbogen, ma dopo 10 volumi (da Aach a Lyra) il progetto fu fermato dai nazisti. Dalla stessa vennero pubblicati due volumi in ebraico (da A a Antipas) con il nome di Eshkol (in ebraico: אשכול). Qualche articolo venne però inserito nell'edizione principale successiva e a Goldmann venne pagata una somma nell'ambito del progetto di "Wiedergutmachung" o riparazione che il governo tedesco fece per tentare di compensare i danni dei nazisti (tramite l'ufficio di "Bundesentschädigungsgesetz", 1953-69).
Un'altra versione più corta, fu pubblicata in 12 volumi dal 1901 al 1906, col contributo editoriale di Isidore Singer. Questa fu continuata con i volumi Jüdisches Lexikon I–II (1927–28, dizionario), Encyclopaedia Judaica I–II (1927–28, ripresa in due volumi) e Zsidó Lexikon (1929, a cura di Ujvári Péter, in lingua ungherese).
Il successo nel campo degli studiosi e le recensioni positive hanno provato negli anni la sua attendibilità e competenza, confermate dalla raccomandazione della AJL e della "Library of Congress" americana.
In particolare il loro metodo di traslitterazione dall'ebraico in inglese è oggi quello maggiormente adottato nell'editoria.

## Seconda edizione
Nel luglio 2003, l'editore Thomson Gale annunciò di avere acquisito i diritti per una seconda edizione che fu pubblicata in 22 volumi nel 2007, sotto la direzione di Fred Skolnik, che aveva lavorato anche alla prima edizione e il contributo decisivo alle nuove voci sulla Shoah di Michael Berenbaum e sulle donne nell'ebraismo di Judith Baskin.
Quasi 1.200 collaboratori e oltre 21.000 voci (di cui 1.600 completamente nuove e 12.000 aggiornate) compongono questa seconda edizione. Il Dartmouth College le ha conferito nel 2007 la sua prestigiosa medaglia dedicata alle migliori opere di consultazione e riferimento come pure è stata premiata dal "Library Journal" (rivista del settore bibliografico).